# Cass Elliot
Ne doit pas être confondu avec Mama Cax.
Ellen Naomi Cohen, dite Cass Elliot (également surnommée « Mama Cass »), née le 19 septembre 1941 à Baltimore (Maryland) et morte le 29 juillet 1974 à Londres (Royaume-Uni), est une chanteuse américaine, membre du groupe The Mamas and the Papas.

## Biographie
Ellen Naomi Cohen est issue d'une famille juive d'ascendance russe. Ses parents Philip et Bess Cohen ont tenu plusieurs épiceries cashères dans un premier temps à Baltimore, ville où elle a grandi et vécu. Elle a été élevée dans un environnement musical et il n'était pas rare que parents et grands-parents chantent en chœur à travers la maison. Elle était l’aînée d'une famille de trois enfants, Léah, de cinq ans sa cadette, et Joseph, surnommé Joey. La famille déménage à Alexandria, en Virginie (une banlieue de Washington, D.C.). Initiée très tôt par son père, elle développe une passion pour l'opéra, ce qui fait d'elle une élève excentrique et souvent rejetée. Elle adopte le surnom de « Cass » à l'école secondaire, apparemment (d'après Denny Doherty) lié à l'actrice Peggy Cass, et non pas en tant que diminutif de « Cassandra ». Elle ajoutera un peu plus tard « Elliot » à son surnom, en mémoire d'un ami mort. 
Ellen fait ses débuts sur scène dans une représentation scolaire de la comédie musicale The Boy Friend, alors qu'elle est encore à l'école. Après avoir quitté la George Washington High School peu avant l'obtention de son diplôme, elle part pour New York où elle apparaît dans The Music Man. Elle travaille comme préposée au vestiaire de la salle The Showplace, un club de Greenwich Village où se produisent de nombreux artistes. Tout en travaillant au Showplace, il lui arrive de chanter. Comme la scène du folk est en vogue aux États-Unis, Cass Elliot rencontre les chanteurs Tim Rose et John Brown ; ils forment ensemble le groupe The Triumvirate. En 1963, James Hendricks (en) remplace Brown et le trio est rebaptisé « The Big Three ». Le premier enregistrement avec The Big Three pour l'album Winkin', Blinkin' and Nod, sort en 1963.
Quand Tim Rose quitte Les Big Three en 1964, Cass Elliot et Hendricks font équipe avec les Canadiens Zal Yanovsky et Denny Doherty pour former les Mugwumps. Ce groupe dure huit mois, après quoi Mama Cass chante en solo pendant un certain temps. Doherty a quant à lui rejoint un nouveau groupe, les New Journeymen qui comprenait également John Phillips et son épouse, Michelle Phillips. En 1965, Doherty convainc John Phillips que Mama Cass devait rejoindre le groupe, puis les membres du groupe partent en vacances dans les îles Vierges pour écrire leur premier album. À leur retour, les membres du groupe décideront de s'appeler The Mamas and the Papas.

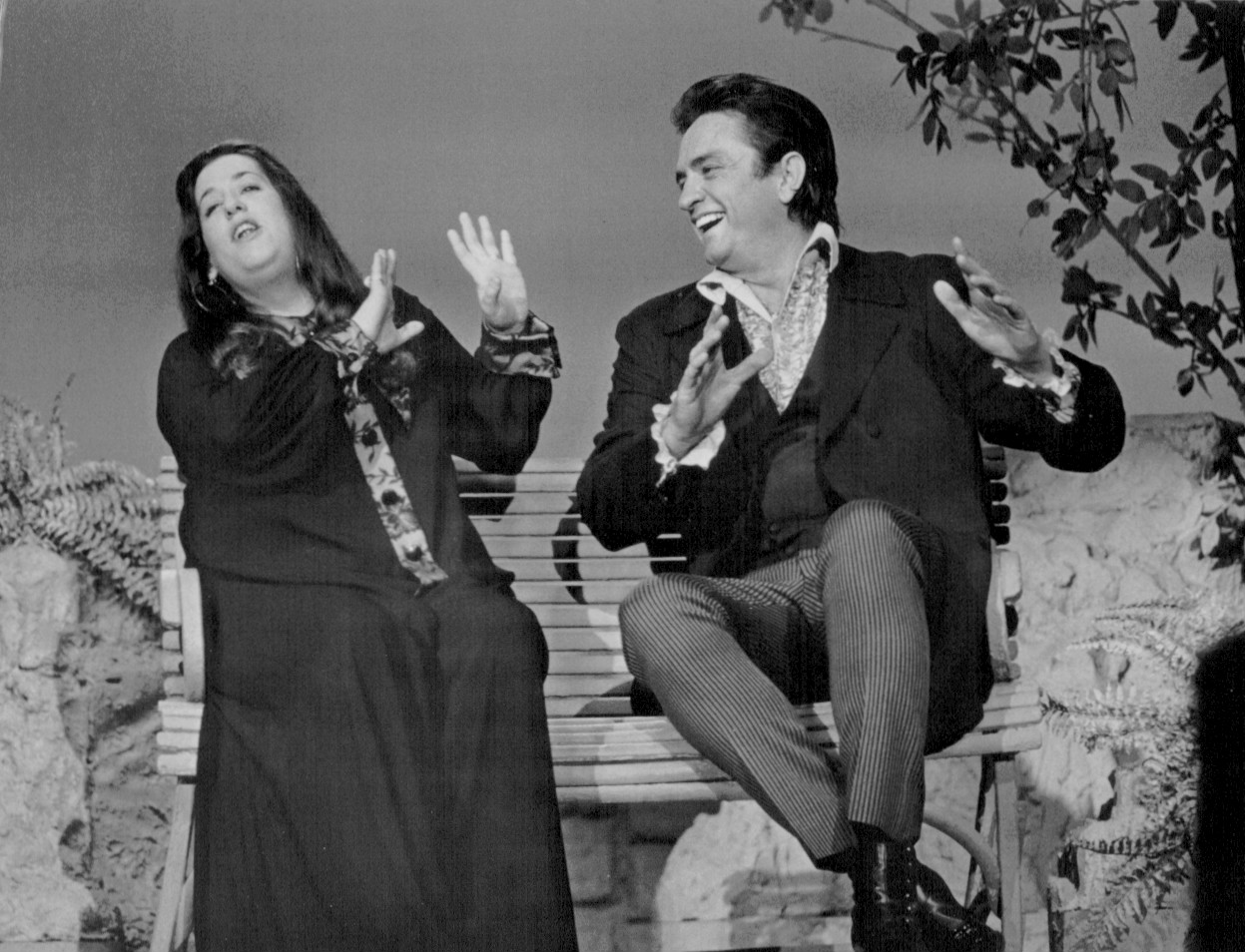
Cass Elliot et Johnny Cash en 1969.

Cass Elliot, connue pour son sens de l'humour et son optimisme, a été considérée par certains comme le membre le plus charismatique du groupe. Sa voix puissante et très reconnaissable a contribué au succès de la formation, notamment dans les chansons California Dreamin', Monday, Monday et Words of Love, et en particulier pour le solo de Dream a Little Dream of Me. Le groupe a enregistré ce titre en 1968, après la mort de Fabian Andre (en), l'un des auteurs de la chanson, que Michelle Phillips avait rencontré quelques années plus tôt. La version de Mama Cass se distingue par son ton contemplatif, alors que presque tous les enregistrements antérieurs de Dream a Little Dream of Me (dont celui de Nat King Cole) avaient été interprétés sur un tempo vif.
Après la dissolution du groupe en juillet 1968, Cass Elliot entreprend, avec succès, une carrière solo durant laquelle elle produira neuf albums.

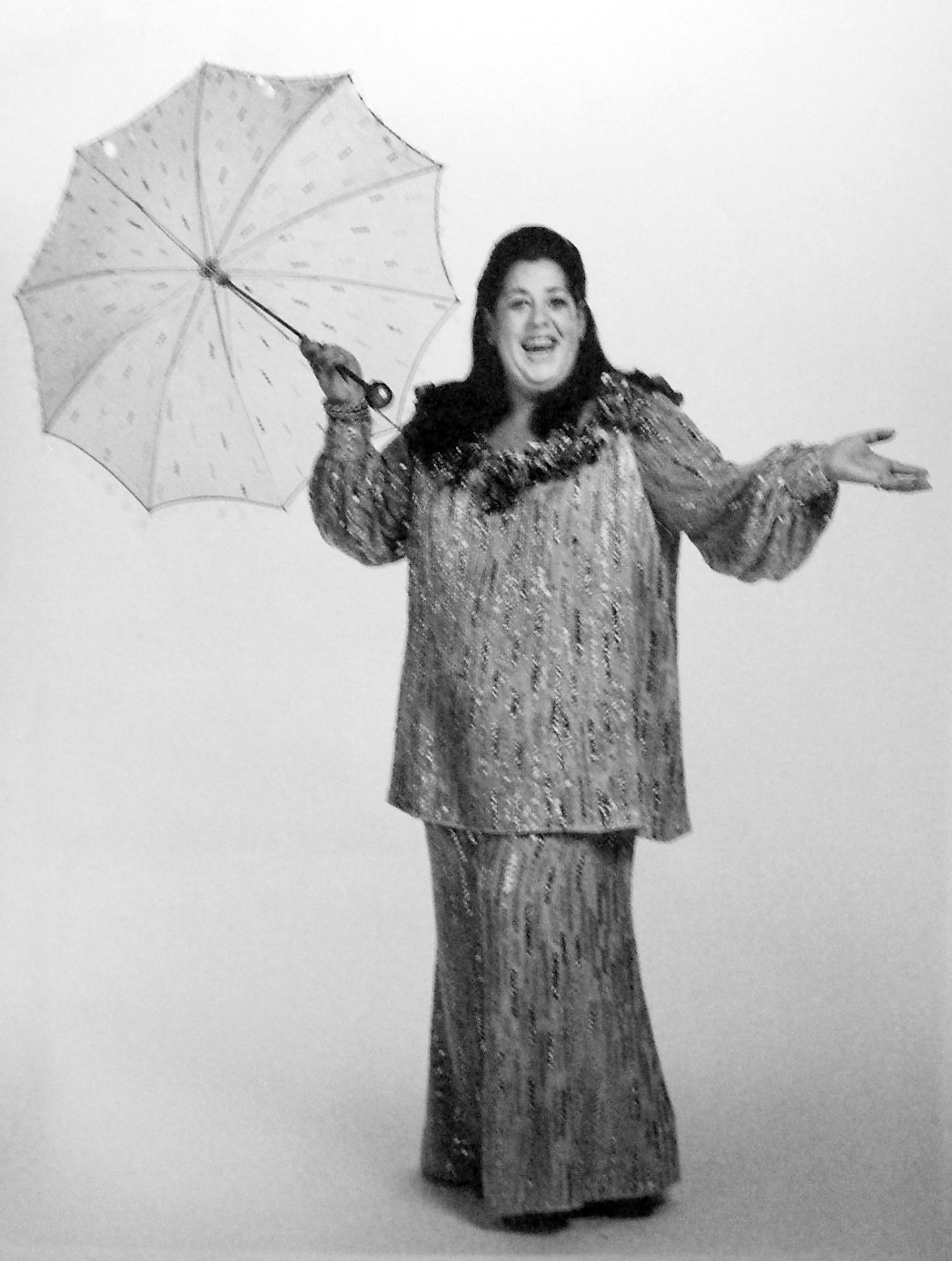
Cass Elliot en 1973.

En juillet 1968, Mama Cass présente Graham Nash (Hollies) à Stephen Stills et David Crosby, contribuant ainsi à la création du mythique trio Crosby, Stills and Nash.

### Mort
En 1974, Cass Elliot meurt d'une crise cardiaque à Mayfair à Londres dans l'appartement de Harry Nilsson, après deux semaines de représentations à guichets fermés au London Palladium. Elle est crématisée et ses cendres reposent au Mount Sinai Memorial Park Cemetery (en) de Los Angeles. Quatre ans plus tard, le batteur de The Who, Keith Moon, meurt, lui aussi à l'âge de 32 ans, dans la chambre où Cass Elliot avait succombé.
Une légende populaire bien ancrée — due à la déclaration première de la police sur un sandwich entamé trouvé dans sa chambre — veut que la mort de Cass Elliot ait été causée par un étouffement provoqué par un sandwich au jambon, ce qui est faux,. L'autopsie a prouvé qu'il s'agissait d'une crise cardiaque,. Plusieurs films ou séries reprennent cette légende (dont Beautiful Thing en 1996, ou bien Austin Powers en 1997).

## Hommage
Cass Elliot est entrée, tout comme trois autres membres des Mamas & Papas (John Phillips, Michelle Phillips et Denny Doherty), au Rock and Roll Hall of Fame en 1998.

## Reprises et référence à la télévision

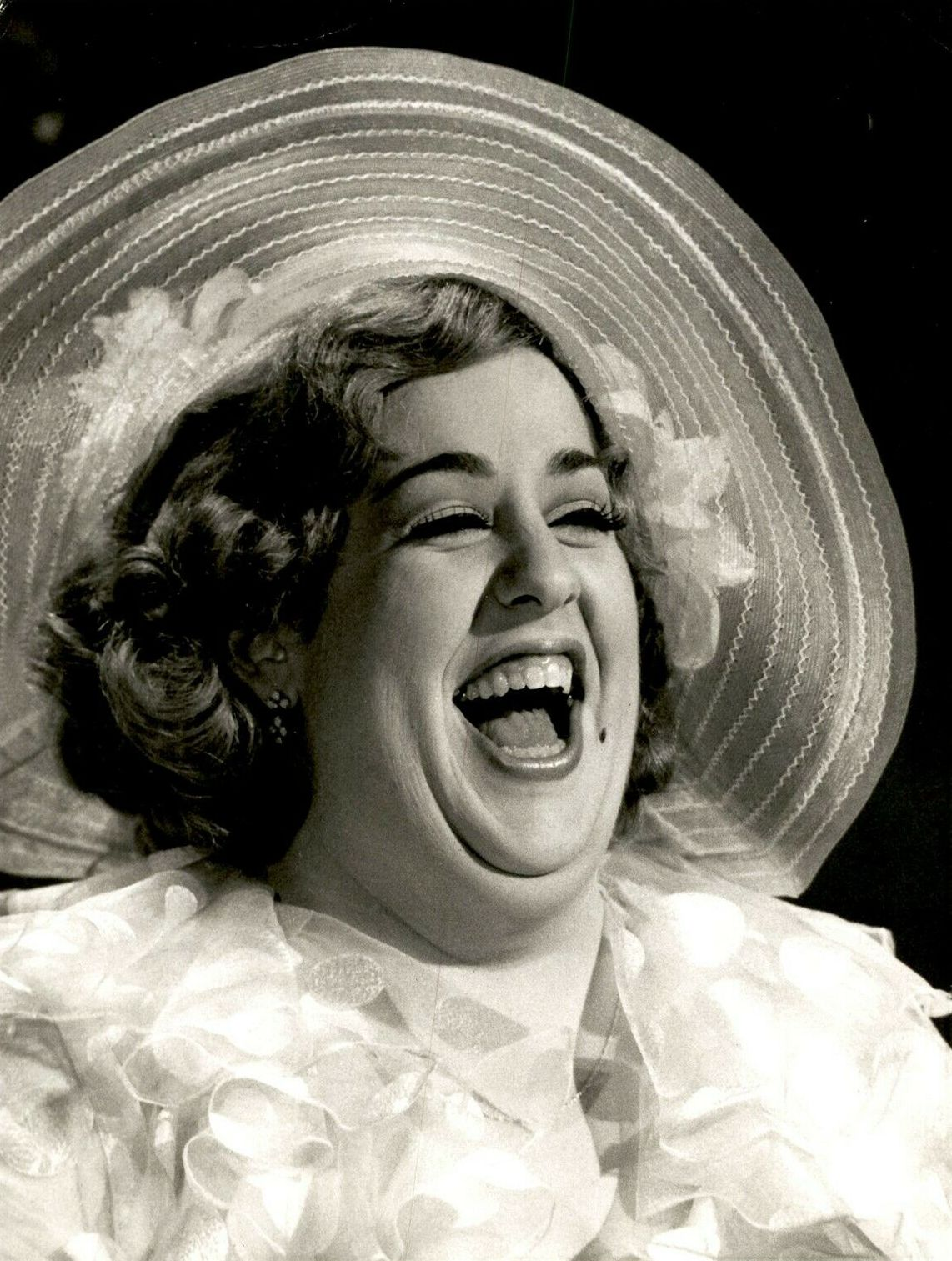
Cass Elliot en 1973.

- Le personnage de Leah, du téléfilm britannique Beautiful Thing, est une de ses fans, au point de se prendre pour elle après avoir consommé de l'ecstasy. La bande originale du film reprend quelques-uns des principaux titres de Mama Cass.

- Make Your Own Kind of Music et It's Gettin' Better, deux de ses succès (1969), sont apparus dans la série télévisée Lost (saisons 2 et 4).

- Make Your Own Kind of Music est aussi le titre d'un épisode de la série télévisée Dexter (saison 8, épisode 9). La chanson fait également partie intégrante de la saison, utilisée à de multiples reprises par ce qui semble être son antagoniste principal.

- Cass Elliot apparait dans un épisode du populaire dessin animé Scooby Doo (The new Scooby-Doo movies 1972-1973) dans l'épisode The Haunted Candy Factory.

- En 2005, Dream a Little Dream of Me apparaît dans l'épisode 3 de la saison 2 de la série Medium.

- La chanteuse et comédienne britannique Paloma Faith reprend Make Your Own Kind of Music en 2018.

- Make Your Own Kind of Music apparait dans l'épisode 7 de la saison 2 de Sex Education.

- Make Your Own Kind of Music apparait dans le film Free Guy en 2021.

- Make Your Own Kind of Music apparait dans le film Un talent en or massif, (The Unbearable Weight of Massive Talent) réalisé par Tom Gormican en 2022, avec Nicolas Cage et Pedro Pascal.

## Discographie

### Singles
- 1968 : Dream a Little Dream of Me (reprise d'un air de 1931)
- 1968 : California Earthquake
- 1969 : Move In a Little Closer, Baby
- 1969 : It's Getting Better
- 1969 : Make Your Own Kind of Music
- 1970 : New World Coming
- 1970 : A Song That Never Comes
- 1970 : The Good Times Are Coming
- 1970 : Don't Let The Good Life Pass You By

## Dans la fiction
- California Dreamin' de Pénélope Bagieu. Gallimard BD, 2015.  (ISBN 978-2070657582) . Prix Harvey 2018 Meilleur livre européen. Bande dessinée biographique.
- Elle est un personnage du film Once Upon a Time… in Hollywood (2019) de Quentin Tarantino. Son rôle est interprété par Rachel Redleaf.

## Apparitions télévisées
- Décembre 1967 :  The Smothers Brothers Comedy Hour.
- 21 mars 1968 : This Is Tom Jones
- 24 avril 1968 : Andy Williams's Kaleidoscope.
- 26 juin 1969 : The Mama Cass Televison Program.
- 20 septembre 1969 : The Johnny Cash Show.
- 18 octobre 1969 : The Andy Williams Show.
- 10 janvier 1970 : The Andy Williams Show.